# ダヤナラ・トレス
ダヤナラ・トレス（Dayanara Torres Delgado、1974年10月28日 - ）は、プエルトリコのモデル・女優。ミス・ユニバース1993として知られる。

## 経歴
1974年10月28日、Toa Altaに生まれる。出生名Dayanara Torres Delgado。
1991年、故郷の町で見知らぬ人に声をかけられる。それがきっかけでビラルバを代表してミス・プエルトリコに出場。優勝し、ミス・ユニバース1993の出場資格を得る。
1992年、ミス・インターナショナル1992に出場。セミファイナリスト。
1992年、Queen of the World 1992準優勝。
1993年5月21日、メキシコで開催されたミス・ユニバース決勝で優勝。ミス・ユニバース1993となる。

### その後
ミスとしての任期の間、およびその後、国際連合児童基金の親善大使を拝命し、アジアとラテンアメリカを歴訪。また、Children's Hope Foundation, Fundación Sonrisa、March of Dimes, Asthma & Allergy Foundation そしてArthritis Foundationの理事会に貢献。
プエルトリコとフィリピンの貧しい学生に就学の機会を与えるため、Dayanara Torres Foundationを設立。

## キャリア

### フィリピンでのトレス
1994年、ミス・ユニバース1994を戴冠するためにフィリピンに来る。この訪比の間に、2つのテレビ番組を司会し、映画で主演する旨オファーされた。彼女は滞在を決断し、短期滞在は4年間に延長される。
その後4年間、フィリピンに居を構え映画・テレビに出演する。「Hataw Na」ではGary Valencianoと共演し、「Linda Sara」ではChayanneとともにダブル主演に抜擢された。詳細は関連項目参照。
2017年、ミス・ユニバース2016の審査員としてフィリピンに再上陸。

### プエルトリコでのトレス
1998年にプエルトリコに戻り、歌手として唯一のアルバムである「Antifaz」をリリース。
1998年、Dayanara doll（バービー人形のようなもの）が発売される。
2008年、People en Español誌の50 Most Beautifulに選ばれる。

### 映画
| 年   | タイトル                            | 役                                   |
| ---- | ----------------------------------- | ------------------------------------ |
| 1994 | Linda Sara                          | Young Sara                           |
| 1995 | Basta't Kasama Kita (Movie)         | Princess Marinella of Bavaria / Ella |
| 1995 | Hataw Na / Dance Now / Groove       | Anna Alvarado                        |
| 1999 | Type Kita Walang Kokontra           | Sabel                                |
| 2009 | The Nail: The Story of Joey Nardone | Amelia                               |
| 2013 | 200 Cartas                          | Yolanda                              |
| 2019 | Solo Para Mujeres: The Movie        | Diana                                |

### テレビ
| 年              | タイトル                     | 役                   |
| --------------- | ---------------------------- | -------------------- |
| 1995-1999, 2017 | ASAP (Variety Show)          | Host                 |
| 1996-1998       | Easy Dancing                 | Host/Dancer          |
| 1996            | Access Hollywood             | Herself              |
| 1999            | La Cenicienta                | Cenicienta           |
| 2004            | The Young and the Restless   | Elise Tomkins        |
| 2006–2007       | Watch Over Me                | Julia Rivera         |
| 2017            | Ang Probinsyano              | Mariana Dela Vega    |
| 2017            | It's Showtime (variety show) | Trabahula contestant |
| 2017            | Gandang Gabi Vice            | Guest                |

### 歌手として
「Antifaz」のリリースにより、彼女はポピュラー音楽の世界に手を出した最初のミス・ユニバースと評された。
収録曲
- Antifaz
- Volver a Volar
- Magia
- Luces De Neón
- Mírame Bailando
- Mas Si Regresas
- Pídelo de Corazón
- Fuego De Pasión
- Jerigonza (a dúo con Ivy Queen)
- Dispárame Tu Amor
- Amarilli Mia Bella
- Antifaz (Blue Eyes Remix)
- Antifaz (New York Club Remix)

### モデルとして
1994年以降、主にフィリピン、マレーシア、インドネシアでモデル活動を行う。COSMOPOLITAN, People en Español, Vanidades、Caras, Imagen、Asian Bride, Marie Claireなどの国際的雑誌を含む多くの雑誌の表紙を飾った。なお、これらの雑誌のいくつかは彼女自身によって保存され、2004年の離婚後のキャリア再開にあたってメディアを説得するのに役立った。

### 著書
- 2006年 – 『Sonrisas Sanas y Hermosas de Ricky y Andrea』 (共著者：Steven Fink)
- 2008年 – 『Married To Me: How Committing To Myself Led to Triumph After Divorce』 (共著者：Jeannette Torres-Álvarez)
  - 2009年 – 『Casada Conmigo Misma: Como Triunfé Despues Del Divorcio』 (2008年の著書のスペイン語翻訳)

## 私生活とゴシップ
2000年5月11日、プエルトリコ人のラテン歌手兼俳優であるマーク・アンソニーと結婚。その後二人はサンファンの大聖堂でカトリックの儀式を受け、結婚の絆を強化した。二子を儲ける。2004年、離婚。
2018年、マーベル・スタジオの共同経営者のLouis D'Espositoと婚約中であると自身のInstagramを通して発表したが、2020年の報道によるとルイスとは別れている。